# Dovid Katz

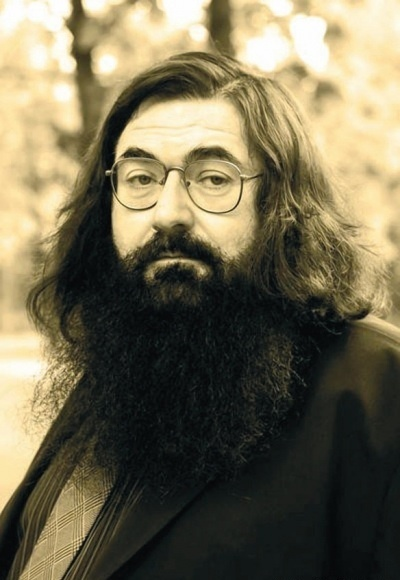
Dovid Katz

Dovid Katz (jiddisch הירשע־דוד כּ״ץ Hirshe-Dovid Kats; * 9. Mai 1956 in Brooklyn, New York City) ist ein US-amerikanischer Jiddist und politischer Aktivist, der in Litauen lebt und von 1999 bis 2010 Professor an der Universität Vilnius war.

## Leben
Er wurde in eine nach New York emigrierte litauisch-jüdische Familie als Sohn des jiddischsprachigen Dichters Menke Katz (1906–1991) geboren. Menkes Vater war 1914 aus Litauen in die Vereinigten Staaten aufgebrochen, konnte seine Familie aufgrund des Ersten Weltkrieges aber erst nach 1920 nachholen.
Dovid Katz schloss 1978 ein Studium an der Columbia University ab und promovierte an der Universität London über die Ursprünge des Jiddischen. Er war als Lehrbeauftragter an der Gründung des Programms für jiddische Studien an der Universität Oxford beteiligt. Nach dem Tod seines Vaters im Jahre 1992 begann Dovid Katz damit, jiddische fiktionale Texte unter dem Pseudonym Heershadovid Menkes zu veröffentlichen. 1994 war er an der Gründung des Oxforder Instituts für Jiddische Studien (Oxford Institute for Yiddish Studies) beteiligt, als dessen Forschungsdirektor er bis zu seinem Rückzug 1997 wirkte.
Nachdem er 1998–1999 ein Jahr als Visiting Professor an der Yale University verbracht hatte, wechselte Katz 1999 an die Universität Vilnius, um den neugeschaffenen Lehrstuhl für jiddische Sprache, Literatur und Kultur zu übernehmen und dort das Zentrum für staatenlose Kultur zu gründen, welches er für die ersten zwei Jahre leitete. Seinen sonst zuvor in Oxford abgehaltenen Sommerkurs in Jiddisch hatte er bereits 1998 in Vilnius gegeben. Im Jahr 2001 gründete er das Jiddische Institut an der Universität Vilnius und war dessen Forschungsdirektor. Als Litauen ab 2004 zunehmend die Kollaboration der eigenen Bürger mit den Nazis herunterzuspielen begann und sich Katz vehement dagegen wehrte, verlor er 2010 seine Anstellung. In der Folge verlegte er seinen Fokus auf Veröffentlichungen über den Holocaust; siehe das folgende Kapitel. 
Katz hat sich im Gebiet der Jiddistik mit seinem Yiddish Cultural Dictionary, dem Lithuanian Yiddish Video Archive und dem Virtual Museum of Old Jewish Vilna sowie weltweit abgehaltenen Seminaren und mehreren Büchern einen Namen gemacht.

## Veröffentlichungen über den Holocaust
Katz konstatiert für Litauen ein Phänomen der „Holocaust-Verschleierung“ („Holocaust-Obsfukation“), die verbunden sei mit einer „furchtbaren und mächtigen antisemitischen Verankerung, die nicht in der allgemeinen Bevölkerung angesiedelt ist, sondern bei den Eliten der Regierung und einiger ihrer Organisationen und einigen quasi-akademischen Institutionen“. Katz ist einer der größten Kritiker der Holocaustaufarbeitung in der nationalen historischen Erzählung Litauens, weil sie das Ausmaß der Kollaboration verschweigt und den Holocaust trivialisiert, indem er ihn dem als relevanter behandelten angeblichen Genozid der Sowjets an den Litauern gegenüberstellt und mit diesem Narrativ museal völlig überdeckt. Die Bundeszentrale für politische Bildung bat Katz im Jahre 2021, die historischen Ereignisse einzuordnen. In dem in Englisch aufgezeichneten Podcast berichtet Katz, dass im Juni/Juli 1941 die Nazis nach der Flucht der verhassten Roten Armee - Grundlage der Wannseekonferenz über die sogenannte „Endlösung“ - bemerkten, dass die Kollaboration in den Ostgebieten den Holocaust durch „willige Vollstrecker“ ermöglichte, nicht zuletzt weil Hitlers atlantische Gegner passiv blieben und die nationalistischen Führer im Baltikum und der Ukraine die Sowjetunion und Russland so hassten, dass sie den deutschen Nationalsozialismus bevorzugten. Die Anführer extremer Nationalisten wie Bandera, Noreika und Skirpa, deren Ideen ihre Anhänger zum Massenmord an Juden und Polen anstachelten, werden bis heute durch Straßennamen und Gedenktafeln als Freiheitskämpfer in ihren jeweiligen Ländern geehrt, was Katz scharf kritisiert.
Im Jahr 2009 äußerte Katz seine Ablehnung gegen Bestrebungen der britischen Konservativen Partei, sich mit der osteuropäischen politischen Rechten zu verbünden, und forderte, man dürfe die Partei nicht „ihre Tändelei mit einigen der schlimmsten Rassisten und Holocaust-Verdrehern in Osteuropa durchgehen lassen, die aus Verschleierung und Verzerrung der Geschichte eine Außenpolitik gemacht haben und für die die Verwässerung des Begriffs des Genozid ein Hauptprinzip ist“; das sei ein ethisch unhaltbarer Standpunkt.
Katz hält auch die populäre Prager Erklärung von 2008 für schädlich, weil sie die durch den Nationalsozialismus und die Sowjetunion begangenen Verbrechen gleichsetzt. Mit dem australischen Filmemacher Danny Ben-Moshe verfasste Katz die The Seventy Years Declaration, die am 20. Januar 2012 aus Anlass des siebzigsten Jahrestages der Wannseekonferenz veröffentlicht und von siebzig aktuellen oder ehemaligen Mitgliedern europäischer Parlamente erstunterzeichnet wurde, darunter der damalige Präsidenten des Europäischen Parlaments, Martin Schulz.
Katz ist einer der Autoren der Internetseite Defendinghistory.com, auf der er mit anderen Intellektuellen (wie z. B. dem 2016 verstorbenen Leonidas Donskis) gegen alle Arten der Verkleinerung, Relativierung und Verharmlosung des Holocaust und gegen die Verehrung von antisemitischen Nazi-Kollaborateuren kämpft. Er erlitt schwere berufliche Nachteile und verlor seine Professur, weil er auch in Litauen forderte, dass „Staaten ihre nationale Geschichte in Verbindung mit dem Holocaust ebenso aufarbeiten wie die Geschichte jener Personen, die an den Verbrechen des Holocaust beteiligt waren. Wenn wir es versäumen, uns aufrichtig zu erinnern, verletzen wir die Würde der Lebenden und bleiben den Toten unseren Respekt schuldig“. Genau diese Forderung hatte Deutschland 2020 in seiner Schlusserklärung als (rotierender) Vorsitz der Internationale Allianz zum Holocaustgedenken (IHRA) mit der „Berliner Erklärung“ erhoben. Deutschland wollte damit die Relativierung und Verfälschung des Holocaust bekämpfen und hatte eine Globale Task-Force gegen Holocaustverfälschung etabliert. Der deutschen Schwerpunktsetzung ist geschuldet, dass nach Fürsprache von Dovid Katz die aus Litauen nach Deutschland übergesiedelte Holocaust-Überlebende Rachel Kostanian für ihr Lebenswerk – das kleine Museum „Grünes Haus“, das die litauische Kollaboration nicht verschweigt – 2021 das Bundesverdienstkreuz erhielt. Im Jewish Telegraph vom 21. Februar 2025 berichtete er: „Als ich 2010 entlassen wurde, fragte ich, was ich falsch gemacht hätte. Man sagte mir, es läge an den Artikeln, die ich in ‚linksradikalen Publikationen im Westen‘, wie The Guardian und The Irish, geschrieben hatte.“
Unter anderen politischen Rahmenbedingungen in Litauen konnte Dovid Katz im Rahmen eines EU-geförderten Projekts „Europa für Bürgerinnen und Bürger“ zusammen mit der litauischen Bestsellerautorin Rüta Vanagaite am 17. April 2015 im Rathaus von Vilnius auftreten und einen Vortrag über Holocaust-Erziehung halten.

## Werke (Auswahl)

### Sachbücher
- Grammar of the Yiddish Language. Gerald Duckworth and Co, London 1987.
- Klal-takones fun yidishn oysleyg. Oxford Yiddish Press, Oxford 1992.
- Tikney Takones. Fragn fun yidisher stilistik. Oxford University Press, Oxford 1993.
- Lithuanian Jewish Culture, mit Karten und Tabellen von Giedre Beconyte. 12004, 2. Auflage. Baltos lankos in Zusammenarbeit mit der Zentraleuropa-Universität. Vilnius 2010. ISBN 978-9639776517 online
- Words on Fire. The Unfinished Story of Yiddish, mit Karten und Tabelle von Giedre Beconyte. 12004, 2. revidierte Auflage. Basic Books, New York 2007.
- Windows to a Lost Jewish Past. Vilna Book Stamps. Versus Aureus, Vilnius 2008.
- Seven Kingdoms of the Litvaks. International Cultural Program Center, Vilnius 2009.
- Yiddish and Power. Palgrave Macmillan, London 2015.

Aufsätze
- Zur Dialektologie des Jiddischen. In: Werner Besch u. a. (Hrsg.): Dialektologie. Ein Handbuch zur deutschen und allgemeinen Dialektforschung. W. de Gruyter, Berlin 1983, Halbband 2, S. 1018–1041.
- Erreicht der osteuropäische 'doppelte Völkermord'-Revisionismus die Museen? (deutsche Fassung) der englischen Originalversion aus dem Jahr 2016.

### Belletristik
- Eldra Don un andere mayses. Three Sisters Press: Rowen, Wales 1992.
- Der flakher shpits. Mayses fun Vilner gubernye. Three Sisters Press: Rowen, Wales 1993.
- Misnagdishe mayses fun Vílner gubernye (zu Märchen der Misnagdim in der Provinz Vilnius.). Yerusholaimer Almanach Press, Jerusalem 1996.
  - Ostjüdische Geschichten aus dem alten Litauen. Deutsch von Melitta Depner. Salon-Literaturverlag, München 2012.
  - City in the Moonlight. Stories of the Old-time Lithuanian Jews. Jiddische Geschichten, ausgewählt und ins Englische übersetzt von Barnett Zumoff. Ktav, New York 2012.